# عمارة هولندا

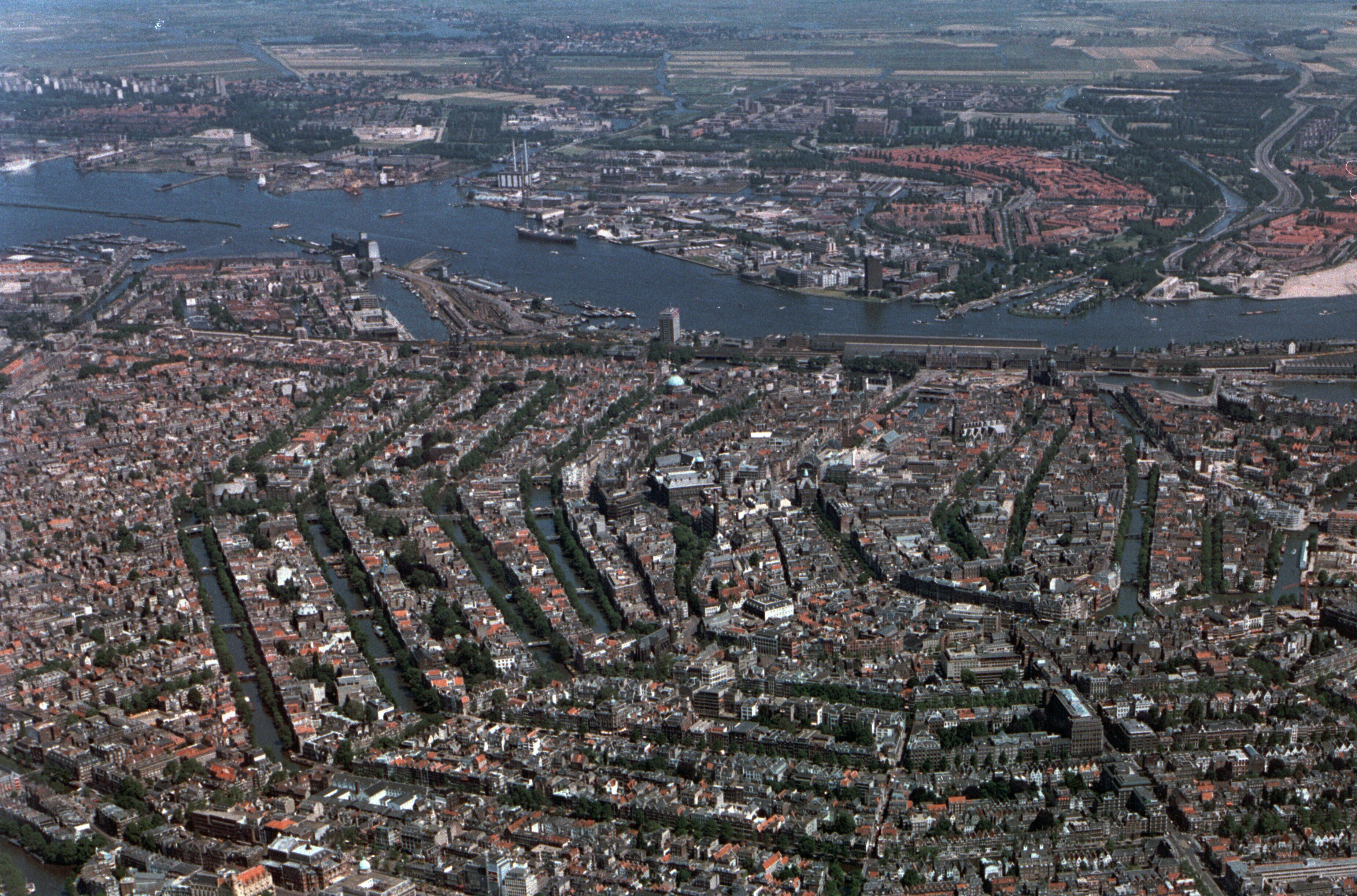

الهندسة المعمارية الهولندية لعبت دوراً هاماً في الخطاب الدولي حول العمارة في ثلاثة عصور. وأول هذه العصور كان خلال القرن 17 عندما كانت الإمبراطورية الهولندية في أوج قوتها. والثانية في النصف الأول من القرن 20 خلال تطوير الحداثة. وهذه المقالة لا تتضمن الثالث على أية حال فهو يضم العديد من المهندسين المعماريين الهولنديين المعاصرين الذين حققوا مكانة عالمية.

## روابط خارجية
- Architectureguide.nl, Online guide to Modern Architecture in The Netherlands